# Финал Кубка России по футболу 2021
Финал Кубка России по футболу 2021 — финальный матч 29-го розыгрыша Кубка России по футболу 2020/2021, который состоялся 12 мая 2021 года на стадионе «Нижний Новгород». В матче приняли участие московский «Локомотив» и самарские «Крылья Советов», выступающие в ФНЛ.
Победитель матча получит право выступать в групповом этапе Лиге Европы УЕФА 2021/22, если по итогам Чемпионата России 2020/21 года не сумеет завоевать право выступать в Лиге чемпионов УЕФА 2021/22. В третий раз в истории финалов Кубка России использована Система видеопомощи арбитрам. 6-й раз в истории турнира в финале сыграла команда не из высшего дивизиона. 13-й год подряд финал Кубка России прошёл вне Москвы.
Послы Бетсити Кубка России: Дмитрий Аленичев, Динияр Билялетдинов, Дмитрий Булыкин, Виктор Гусев, Андрей Каряка, Александр Самедов, Дмитрий Сычев, Егор Титов.

## События до матча
Место проведения матча было определено 12 апреля 2021 года на бюро исполкома РФС.
6 мая РФС назначил судейскую бригаду во главе с Сергеем Ивановым. 7 мая стало известно о замене резервного судьи Станислава Васильева. Резервным судьёй был назначен Игорь Панин.
За сутки до матча, по мнению букмекерских компаний, явным фаворитом, являлся «Локомотив», в то время как «Крылья Советов» являлись андердогом.
10 мая Кубок России прибыл в Нижний Новгород.
11 мая в Нижний Новгород прилетел «Локомотив». Следом прибыли «Крылья Советов» и разместились в отеле «Courtyard by Marriott», самарцев встречал Андрей Сироткин. В тот же день пресс-служба «Крыльев Советов» попросила своих болельщиков прийти на стадион в Нижнем Новгороде в белом (команда провела матч в белой форме).

## Место проведения

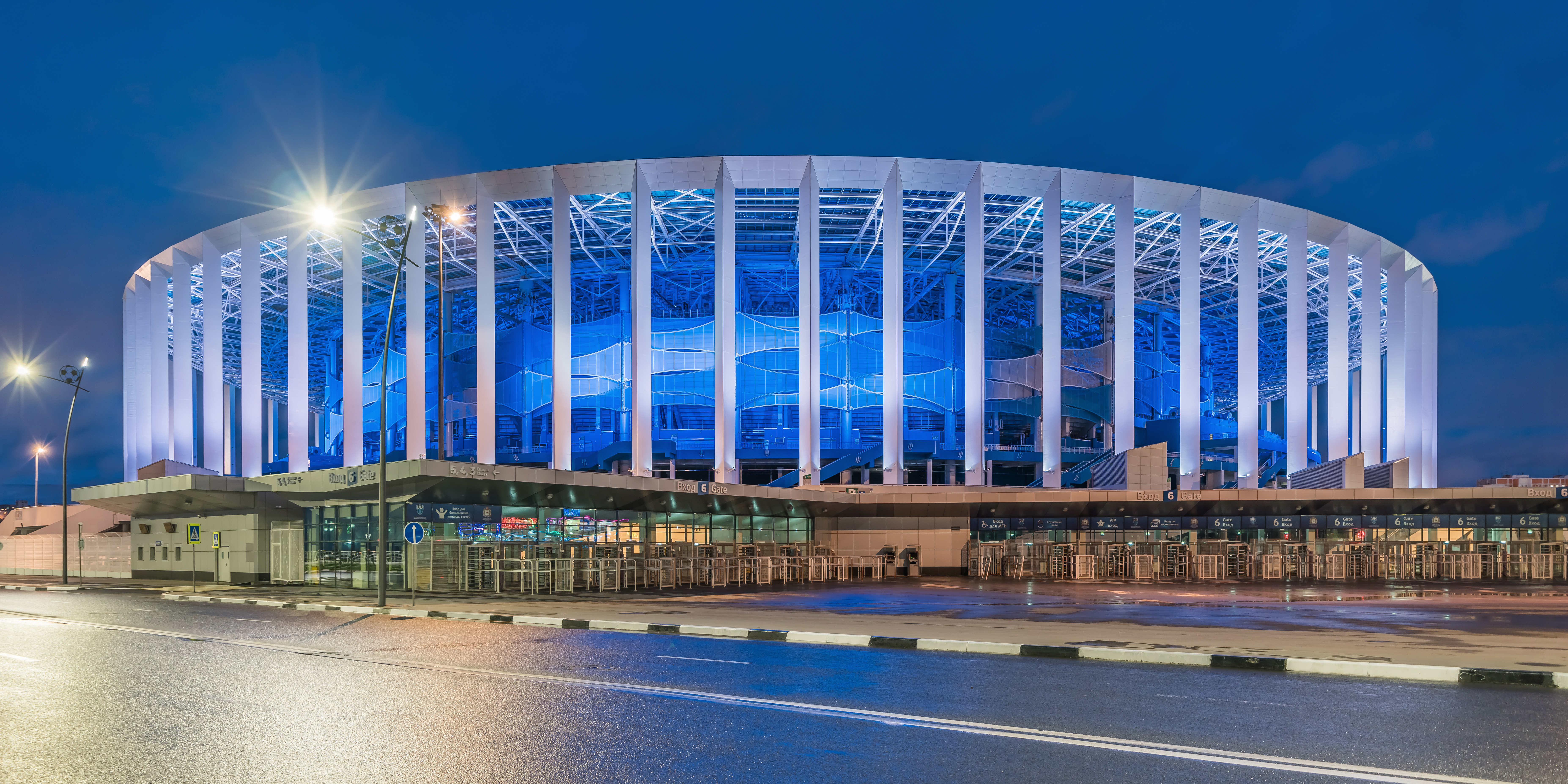
вечерний вид стадиона

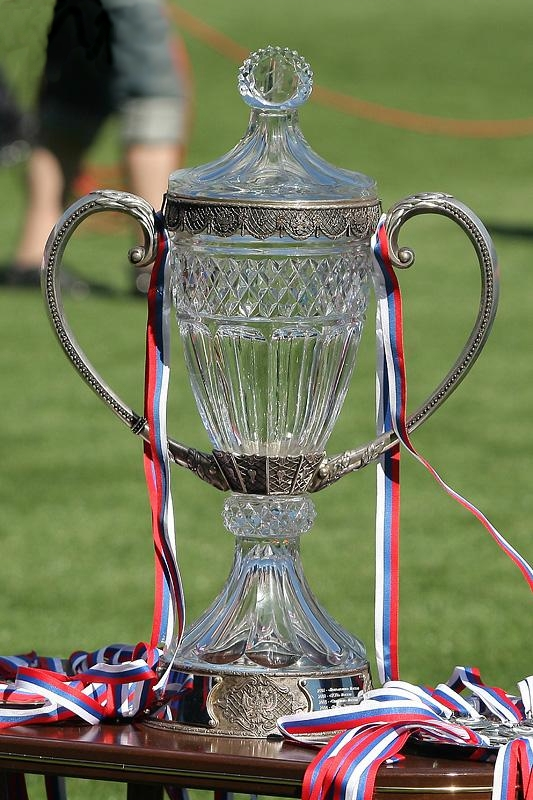
Кубок России

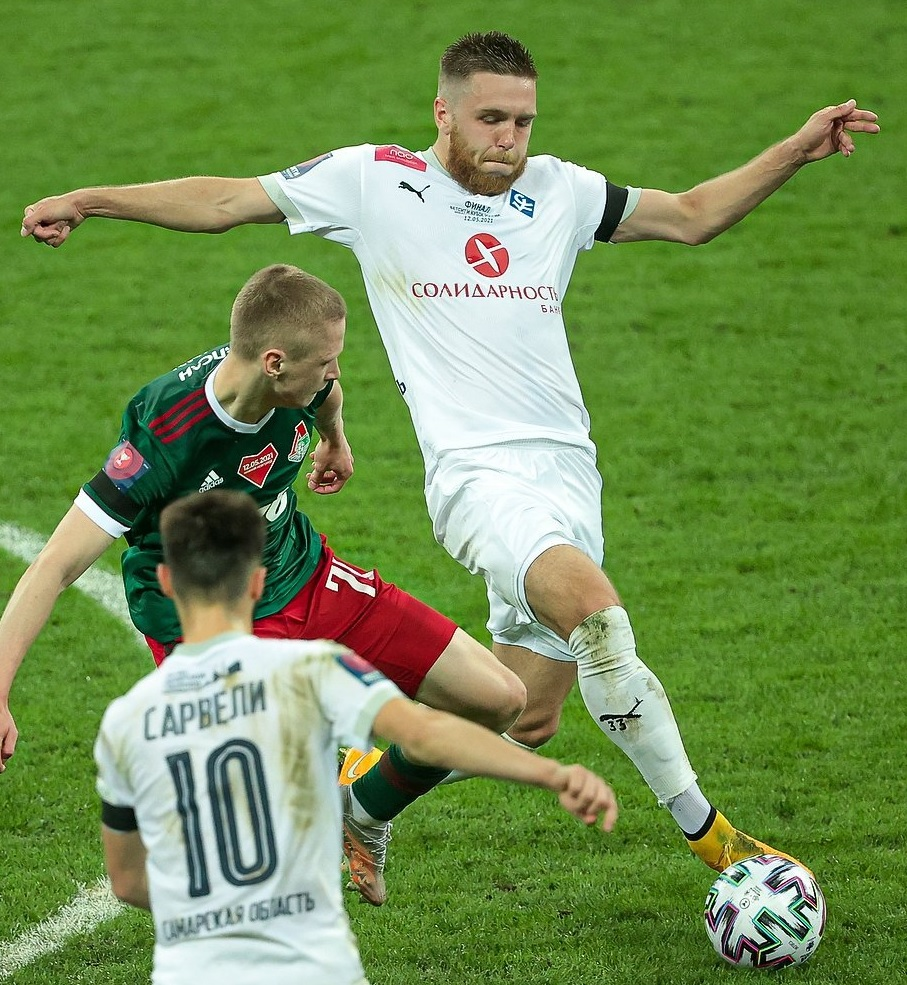
Борьба в финале Кубка России 2021

Стадион «Нижний Новгород», вместимость которого составляет 43 319 зрителей, принимал матчи Чемпионата мира по футболу 2018. На стадионе были проведены шесть матчей турнира. Этот стадион также принимал матч за Суперкубок России по футболу 2018, в котором московский ЦСКА в дополнительное время обыграл московский «Локомотив» со счётом 1:0. 8 марта 2021 года на стадионе прошёл матч за Суперкубок России по футболу среди женщин между ЦСКА и «Локомотивом» (0:1). Стадион является домашней ареной для футбольного клуба «Нижний Новгород».
все матчи Кубка России на стадионе
| дата                    | стадия        | хозяева         | оппонент  | счёт            | зрителей |
| ----------------------- | ------------- | --------------- | --------- | --------------- | -------- |
| Кубок России по футболу |               |                 |           |                 |          |
| 21.10.2020              | Элитный раунд | Нижний Новгород | Химки     | 1:1 (пен. 9:10) | —        |
| 30.10.2019              | 1/8           | Нижний Новгород | Шинник    | 2:2 (пен. 0:3)  | 8114     |
| 25.09.2019              | 1/16          | Нижний Новгород | Краснодар | 1:0             | 17 870   |
| 26.09.2018              | 1/16          | Нижний Новгород | Уфа       | 0:0 (пен. 5:3)  | 17 193   |

Музыкальная группа «Пицца» дала концерт на площади перед стадионом «Нижний Новгород» перед финалом Кубка.
28 апреля объявлено, что билетов в свободной продаже уже не осталось, и матч сможет посетить 21 тысяча зрителей.

## Команды
23 апреля в прямом эфире телеканала Матч ТВ был определён номинальный хозяин поля — «Локомотив».
Достижения в розыгрышах Кубка России
| Команда        | Итого     | 2019         | 2017         | 2015         | 2007         | 2004 | 2001         | 2000         | 1998 | 1997         | 1996         |
| -------------- | --------- | ------------ | ------------ | ------------ | ------------ | ---- | ------------ | ------------ | ---- | ------------ | ------------ |
| Локомотив      | 9 финалов | Кубок России | Кубок России | Кубок России | Кубок России | —    | Кубок России | Кубок России | 2    | Кубок России | Кубок России |
| Крылья Советов | 1 финал   | —            | —            | —            | —            | 2    | —            | —            | —    | —            | —            |

Взаимоотношения клубов в розыгрышах кубков страны
| дата                    | место    | стадия      | хозяева        | дивизион      | оппонент       | дивизион      | счёт | стадион     | зрителей |
| ----------------------- | -------- | ----------- | -------------- | ------------- | -------------- | ------------- | ---- | ----------- | -------- |
| Кубок СССР по футболу   |          |             |                |               |                |               |      |             |          |
| 31.07.1944              | Куйбышев | 1/16 финала | Крылья Советов | группа II     | Локомотив      | группа I      | 1:5  | Наука       | —        |
| 06.10.1953              | Москва   | 1/2 финала  | Локомотив      | класс А       | Зенит          | класс А       | 0:2  | Динамо      | 17 000   |
| 08.10.1958              | Куйбышев | 1/8 финала  | Крылья Советов | класс А       | Локомотив      | класс А       | 0:2  | Динамо      | —        |
| 24.04.1970              | Москва   | 1/32 финала | Локомотив      | первая группа | Крылья Советов | первая группа | 0:0  | Локомотив   | 1000     |
| 25.04.1970              | Москва   | 1/32 финала | Локомотив      | первая группа | Крылья Советов | первая группа | 3:1  | Локомотив   | 1000     |
| 29.02.1972              | Хоста    | 1/16 финала | Локомотив      | высшая лига   | Крылья Советов | первая лига   | 1:1  | Локомотив   | 1500     |
| 12.03.1972              | Сочи     | 1/16 финала | Локомотив      | высшая лига   | Крылья Советов | первая лига   | 3:0  | Центральный | —        |
| Кубок России по футболу |          |             |                |               |                |               |      |             |          |
| 28.05.1997              | Москва   | 1/2 финала  | Локомотив      | высшая лига   | Крылья Советов | высшая лига   | 1:0  | Локомотив   | 3500     |
| 27.10.2016              | Самара   | 1/8 финала  | Крылья Советов | премьер-лига  | Локомотив      | премьер-лига  | 1:3  | Металлург   | 4841     |
| 21.09.2017              | Самара   | 1/16 финала | Крылья Советов | ФНЛ           | Локомотив      | премьер-лига  | 3:2  | Металлург   | 9271     |

Выступления клубов в официальных матчах 2021 года (до финала)
| Команда        | Итого     | 21      | 22      | 27      | 06   | 08   | 10   | 14   | 18   | 20   | 24   | 28   | 03     | 07     | 08     | 11     | 12     | 17     | 21     | 24     | 28     | 02  | 05  | 08  |
| Команда        | Итого     | февраль | февраль | февраль | март | март | март | март | март | март | март | март | апрель | апрель | апрель | апрель | апрель | апрель | апрель | апрель | апрель | май | май | май |
| -------------- | --------- | ------- | ------- | ------- | ---- | ---- | ---- | ---- | ---- | ---- | ---- | ---- | ------ | ------ | ------ | ------ | ------ | ------ | ------ | ------ | ------ | --- | --- | --- |
| Локомотив      | 13 матчей | В       | —       | В       | —    | В    | —    | В    | В    | —    | —    | —    | В      | В      | —      | В      | —      | В      | В      | В      | —      | П   | —   | Н   |
| Крылья Советов | 18 матчей | —       | В       | В       | В    | —    | В    | В    | —    | В    | В    | В    | В      | —      | В      | —      | В      | В      | Н      | Н      | В      | В   | В   | В   |

Дополнительная информация на дату финального матча
| Команда        | Команда      | Команда | Команда    | Команда    | Лидер             | Лидер      | Бомбардир в сезоне | Бомбардир в сезоне |
| Название       | Соревнование | Место   | Стоимость  | Ср.возраст | Имя и фамилия     | Стоимость  | Имя и фамилия      | Стоимость          |
| -------------- | ------------ | ------- | ---------- | ---------- | ----------------- | ---------- | ------------------ | ------------------ |
| Локомотив      | РПЛ          | 3 место | 88,5 млн.€ | 27,7       | Антон Миранчук    | 14,0 млн.€ | Гжегож Крыховяк    | 13,0 млн.€         |
| Крылья Советов | ФНЛ          | 1 место | 20,0 млн.€ | 26,2       | Антон Зиньковский | 2,5 млн.€  | Иван Сергеев       | 1,8 млн.€          |

Судейство клубов Сергеем Ивановым
| Дата       | Соревнование | Город  | Матч                     | Счёт |
| ---------- | ------------ | ------ | ------------------------ | ---- |
| 19.11.2012 | Чемпионат    | Самара | Крылья Советов—Локомотив | 0:1  |
| 05.03.2017 | Чемпионат    | Самара | Крылья Советов—Локомотив | 0:3  |

## Путь к финалу
| Поз | Команда        | И | В | П | МЗ | МП | РМ | О | Квалификация       |
| --- | -------------- | - | - | - | -- | -- | -- | - | ------------------ |
| 1   | Крылья Советов | 2 | 2 | 0 | 7  | 1  | 6  | 6 | выход в 1/8 финала |
| 2   | Динамо         | 2 | 1 | 1 | 4  | 4  | 0  | 3 |                    |
| 3   | Ротор          | 2 | 0 | 2 | 0  | 6  | -6 | 0 |                    |

| И | В | Н | П | ГЗ | ГП | РГ |
| - | - | - | - | -- | -- | -- |
| 3 | 3 | 0 | 0 | 9  | 1  | +8 |

| И | В | Н | П | ГЗ | ГП | РГ  |
| - | - | - | - | -- | -- | --- |
| 6 | 5 | 1 | 0 | 18 | 1  | +17 |

## Регламент матча
Спортивный регламент
- 90 минут основного времени (компенсированное время к каждому тайму в случае необходимости).
- Послематчевые пенальти в случае необходимости.
- Девять запасных с каждой стороны.
- Максимум пять замен.

Дополнительный регламент
- Финал Кубка России начался с минуты молчания в память о жертвах трагедии в Казани[26].
- Заполняемость стадиона на матче была установлена Роспотребнадзором в объёме 50 % (21 690 зрителя) от вместимости (43 319)[27].

Призовые выплаты
С этого сезона РФС стал выплачивать клубам вознаграждения за достижение спортивных результатов на каждой стадии кубка:
- клубу, вышедшему в финал Кубка, но потерпевшему в нём поражение — не менее 5 000 000 рублей;
- победителю Кубка России — не менее 20 000 000 рублей.

## Отчёт о матче
| Локомотив                                   | 3:1      | Крылья Советов |
| ------------------------------------------- | -------- | -------------- |
| Камано 15′ · Смолов 48′ (пен.) · Мурило 84′ | Протокол | 22′ Сарвели    |

| Локомотив | Крылья Советов |

| Локомотив:        |    |                    |       |     |
|                   |    |                    |       |     |
| Вр                | 1  | Маринато Гильерме  |       |     |
| Защ               | 31 | Мацей Рыбус        | 90+3' |     |
| Защ               | 3  | Пабло              | 51'   |     |
| Защ               | 14 | Ведран Чорлука (к) |       | 75' |
| Пз                | 94 | Дмитрий Рыбчинский | 90+1' |     |
| Пз                | 7  | Гжегож Крыховяк    |       |     |
| Пз                | 6  | Дмитрий Баринов    |       | 46' |
| Пз                | 76 | Максим Мухин       |       | 67' |
| Нап               | 17 | Рифат Жемалетдинов |       | 75' |
| Нап               | 25 | Франсуа Камано     | 64'   |     |
| Нап               | 9  | Фёдор Смолов       |       | 87' |
| Запасные:         |    |                    |       |     |
| Вр                | 77 | Антон Коченков     |       |     |
| Вр                | 60 | Андрей Савин       |       |     |
| Защ               | 37 | Станислав Магкеев  |       | 67' |
| Защ               | 2  | Дмитрий Живоглядов |       |     |
| Защ               | 27 | Мурило             |       | 75' |
| Защ               | 4  | Виталий Лысцов     |       |     |
| Защ               | 45 | Александр Сильянов |       |     |
| Пз                | 11 | Антон Миранчук     |       | 75' |
| Пз                | 38 | Николай Титков     |       |     |
| Пз                | 69 | Даниил Куликов     |       | 46' |
| Нап               | 19 | Эдер               |       | 87' |
| Нап               | 88 | Виталий Лисакович  |       |     |
| Тренер:           |    |                    |       |     |
| Марко Николич 87' |    |                    |       |     |

| Крылья Советов: |    |                       |     |       |
|                 |    |                       |     |       |
| Вр              | 1  | Иван Ломаев           |     |       |
| Защ             | 47 | Сергей Божин (к)      |     | 90+2' |
| Защ             | 18 | Мехди Зеффан          |     | 80'   |
| Защ             | 4  | Александр Солдатенков |     |       |
| Защ             | 5  | Юрий Горшков          |     |       |
| Пз              | 17 | Антон Зиньковский     |     |       |
| Пз              | 11 | Роман Ежов            |     | 90+2' |
| Пз              | 6  | Денис Якуба           | 17' | 44'   |
| Пз              | 16 | Рикарду Алвеш         |     |       |
| Нап             | 33 | Иван Сергеев          |     |       |
| Нап             | 10 | Владислав Сарвели     |     | 80'   |
| Запасные:       |    |                       |     |       |
| Вр              | 39 | Евгений Фролов        |     |       |
| Вр              | 81 | Богдан Овсянников     |     |       |
| Защ             | 2  | Владимир Полуяхтов    |     |       |
| Защ             | 35 | Дмитрий Прищепа       |     |       |
| Защ             | 23 | Дмитрий Комбаров      |     |       |
| Защ             | 3  | Никита Чернов         |     | 90+2' |
| Пз              | 8  | Максим Витюгов        |     | 44'   |
| Пз              | 7  | Сафаа Хади            |     |       |
| Пз              | 77 | Дмитрий Кабутов       |     | 80'   |
| Нап             | 22 | Дмитрий Ефремов       |     | 90+2' |
| Нап             | 69 | Егор Голенков         |     | 80'   |
| Нап             | 99 | Максим Канунников     |     |       |
| Тренер:         |    |                       |     |       |
| Игорь Осинькин  |    |                       |     |       |

| Ассистенты главного судьи: Валентин Мурашов (Москва) Дмитрий Жвакин (Санкт-Петербург) Резервный судья: Игорь Панин (Дмитров, Московская область) Резервный ассистент судьи: Арам Петросян (Бронницы, Московская область) Видеосудья (VAR): Василий Казарцев (Санкт-Петербург) Ассистент видеосудьи (AVAR): Антон Аверьянов (Москва) Инспектор: Николай Левников (Санкт-Петербург) Комиссар: Иван Цитович (Москва) |

Статистика матча
| Локомотив        | Статистика матча      | Крылья Советов |
| ---------------- | --------------------- | -------------- |
| % владения мячом |                       |                |
| 55%              | всего (90'+8’18")     | 45%            |
|                  | 1 тайм (45'+5’15")    |                |
|                  | 2 тайм (45'+3’03")    |                |
| игровые события  |                       |                |
| 10 (5)           | удары (удары в створ) | 14 (5)         |
| -                | удары в каркас ворот  | 1 (штанга)     |
| 4                | угловые удары         | 2              |
| 3                | офсайды               | 0              |
| нарушения правил |                       |                |
| 15               | фолы                  | 3              |
| 5                | предупреждения        | 1              |
| -                | решения VAR в пользу  | -              |

## Известные зрители
- Азаров, Дмитрий Игоревич — Губернатор Самарской области[30][31]
- Белозёров, Олег Валентинович — Председатель правления ОАО «Российские железные дороги»[31]
- Дюков, Александр Валерьевич — Председатель правления, Генеральный директор ПАО «Газпром нефть»/Президент «Российского футбольного союза»[29][31][32]
- Никитин, Глеб Сергеевич — Губернатор Нижегородской области[31][32]
- Прядкин, Сергей Геннадьевич — президент Российской футбольной Премьер-Лиги[31][32]

## После финала
штрафы за нарушения регламентов (тысяч рублей)
| Команда        | Итого | санитарный регламент | поведение болельщиков | поведение болельщиков | поведение болельщиков | поведение футболистов | поведение футболистов       |
| Команда        | Итого | санитарный регламент | пиротехника           | оскорбления           | хулиганство           | сумма                 | игроки                      |
| -------------- | ----- | -------------------- | --------------------- | --------------------- | --------------------- | --------------------- | --------------------------- |
| Локомотив      | 300   | 50                   | 40                    | 100                   | 50                    | 60                    | Камано, Лисакович и Баринов |
| Крылья Советов | 74    | 20                   | 4                     | 10                    | —                     | 40                    | Горшков и Чернов            |

- год спустя, 5 апреля 2022, «Крылья Советов» перед началом тренировки (выездной матч с «Ростовом» – 6 апреля) вручили серебряную медаль Кубка России 2020/21 Александру Гацкану, который из-за травмы не смог сыграть в финале Кубка России против «Локомотива»[34].